# Viola hispida
Viola hispida (лат.) — вид растения семейства фиалковые. Эндемик, встречается только на очень небольшой территории во Франции. По классификации МСОП считается видом «находящимся под критической угрозой исчезновения».

## Ботаническое описание
Двулетнее или многолетнее травянистое растение, высотой 12 см и менее. Стебель гладкий. Светло-зелёные листья толстые и мясистые. Стебли надрезаны и имеют цельнокрайнюю центральную долю.
Период цветения в северном полушарии — с марта по июнь. Относительно крупный гермафродитный цветок зигоморфный, пятизубчатый с двойным околоцветником. Пять лепестков светло-фиолетовые. Шпора длиной 6-7 мм больше чашечки.

### Viola cryana
Viola cryana была обнаружена в 1860 году и научно описана в 1878 году. Долгое время она признавалась отдельным видом. Она очень похожа на Viola hispida, но имеет безволосые листья. Поэтому некоторые авторы считают его синонимом Viola hispida. Популяции росли на сильно ограниченных известняковых обнажениях в районе Кри к юго-востоку от Тоннерре во французском департаменте Йонна. Из-за разрушения среды обитания в результате разработки известняковых карьеров для производства цемента и чрезмерной эксплуатации коллекционерами растений в 1930 году она была признана исчезнувшей. Он был найден лишь на очень небольшой территории, последний раз в 1927 году, и по этим причинам Viola cryana имеет статус «вымершей» в соответствии с критериями МСОП. Viola cryana Gill., возможно, является синонимом Viola hispida Lam.

## Распространение
Растёт на скалистых участках, богатых известняком, ареал ограничен долинами рек Сена и Андель.

## Охранный статус
Вид встречается в восьми популяциях на севере Франции, площадь ареала 400 км² из которых на эффективную площадь растительности приходится менее 10 км². Общая численность популяции составляет более 1000 особей, хотя количество взрослых особей сокращается и крайне изменчиво. Поэтому вид отнесён МСОП к категории CR, т. е. «находящиеся под критической угрозой исчезновения».